# ワールド・イン・モーション (曲)
「ワールド・イン・モーション」（World in Motion）は、ニュー・オーダーが1990年発表した曲である。なお正式なアーティスト名は "England New Order" であり、後述のとおりイングランド代表のメンバーも参加している。

## 解説
1990年、イタリアで開催されたサッカーワールドカップにおける、イングランド代表の公式応援歌としてリリースされ、同年6月3日付け全英シングルチャートで第１位を記録した（2012年現在、彼らにとって唯一の全英ヒットチャート１位を記録したシングルである）。もともとの曲名は「E for England」だったが、ドラッグのエクスタシーを連想させるため、イングランドサッカー協会が変更を求めた。歌詞の執筆には、イギリスのコメディアン、キース・アレンも加わった。
イングランド代表の公式応援歌は、様々なアーティストによりワールドカップ毎に作られているが、ニュー・オーダーは今なおコンサートでこの曲を演奏している。
また、イングランドの応援歌には毎回代表選手が参加することで知られているが、この曲ではストライカーのジョン・バーンズがラップを披露している。このため、この曲は「ジョン・バーンズ・ラップ」という誤った題名でも知られている。バーンズのほかに、ポール・ガスコインもヴォーカルに参加しているほか、コーラスにはイングランド代表が参加している。
プロモーション・ビデオにはエルビス・プレスリーの扮装をしたバーニーがオープンカーの座席上で踊りまくるシーンがある。また1998年3月30日イギリスのライヴ・イヴェント「レディング・フェスティヴァル」でこの曲を演奏した際にはステージにキース・アレンが登場しラップを披露した。
このシングルを発売後、メンバーが各自ソロ活動に入る事になり、1993年の『リパブリック』発表迄活動を休止した。

## 日本国内盤
日本では1989年7月7日、ファクトリー・レコードの販売を行っていた日本コロムビアよりCDシングルとしてリリースされた。収録曲は以下のとおり。
1. ワールド・イン・モーション World in Motion - 4:30
2. ワールド・イン・モーション（Bサイド） World in Motion (The B-Side) - 4:14
3. ワールド・イン・モーション（ノー・アラ・ヴィオレンツァ・ミックス） World in Motion (No Alla Violenza Mix) - 5:19
4. ワールド・イン・モーション（スバート・ミックス） World in Motion (Subbuteo Mix) - 5:08

## 制作
- 作詞・作曲・編曲 - ニュー・オーダー、キース・アレン
- プロデューサー - スティーヴン・ヘイグ
- デザイン&アート・ディレクション – ピーター・サヴィル